# Lamanage

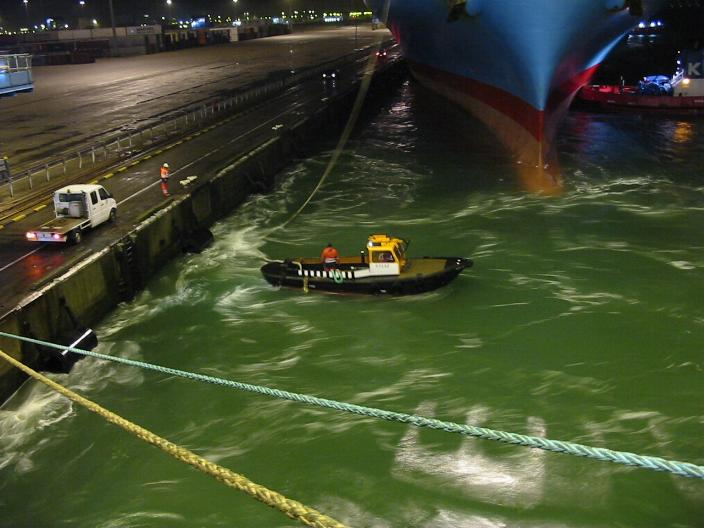
Lamaneurs en action dans du mauvais temps à Rotterdam.

Lamanage est un terme du vocabulaire maritime qui désigne des opérations d'assistance à l'amarrage, au largage des navires lors de leur arrivée, de leur départ ou également de leur mouvement (déhalage : changement de poste à quai) à l'intérieur des ports. L'équipage des navires étant limité et occupé, il a fallu créer un service à terre. Les lamaneurs sont des marins spécialisés.

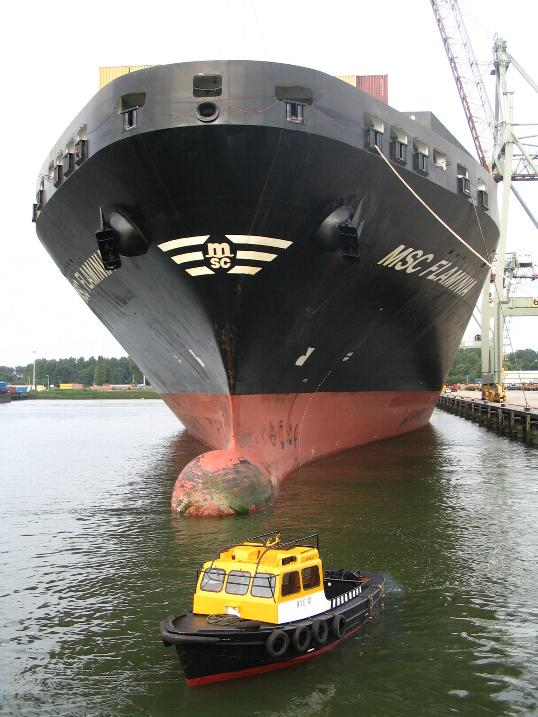
Bateau de lamanage devant la proue d'un porte-conteneurs

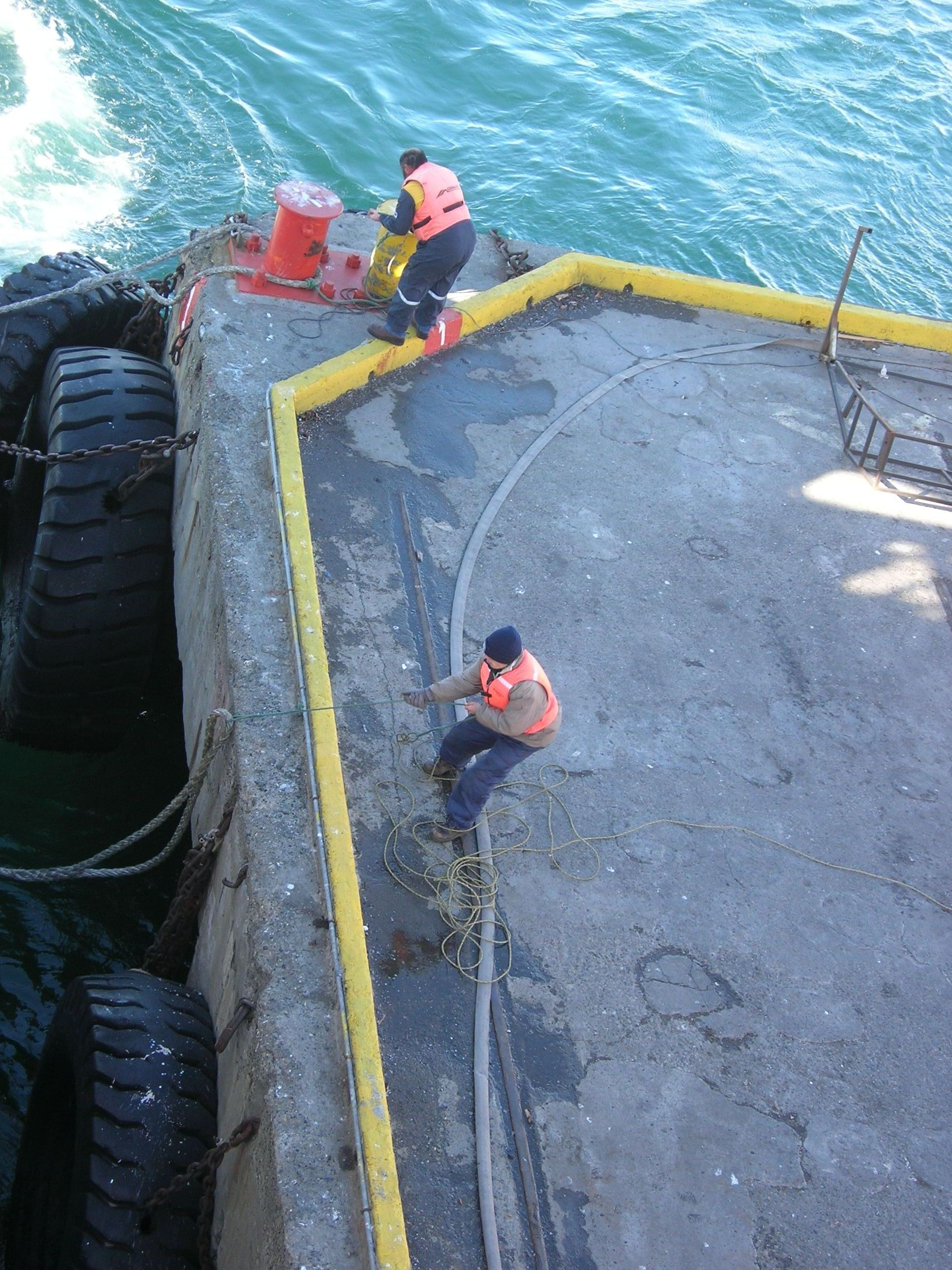
Lamaneurs au port de Punta Arenas (Chili)

L'opération de lamanage peut être dangereuse si les conditions climatiques sont défavorables. La taille des aussières suit celle des navires. Les lamaneurs travaillant soit sur une petite embarcation, soit au bord des quais  sont fréquemment dans des positions d'équilibre précaire et ce dans un environnement mal éclairé de nuit. La possible rupture d'une aussière ajoute à cette insécurité. Les lamaneurs sont en contact radio VHF avec le pilote à bord.
Sur le fleuve Saint-Laurent (Canada) à partir de la ville des Escoumins jusqu'au port de Montréal, le lamanage est effectué par les pilotes du Saint-Laurent. Le pilote lamaneur, lors des opérations d'accostage ou de mouvements du navire, se trouve à bord de celui-ci et communique avec les différents intervenants durant la manœuvre. Ainsi le pilote lamaneur sera en communication avec les capitaines à bord des remorqueurs ainsi qu'avec les arrimeurs sur le quai. Dans la région de Québec durant l'hiver, les opérations sont compliquées par la présence de glace qui se loge entre le navire et le quai. Une très grande expérience est requise pour exécuter ce genre d'opération.
L'amarrage fait partie de la sécurité du navire et donc de l'infrastructure portuaire, des équipes sont donc disponibles 24 heures sur 24.

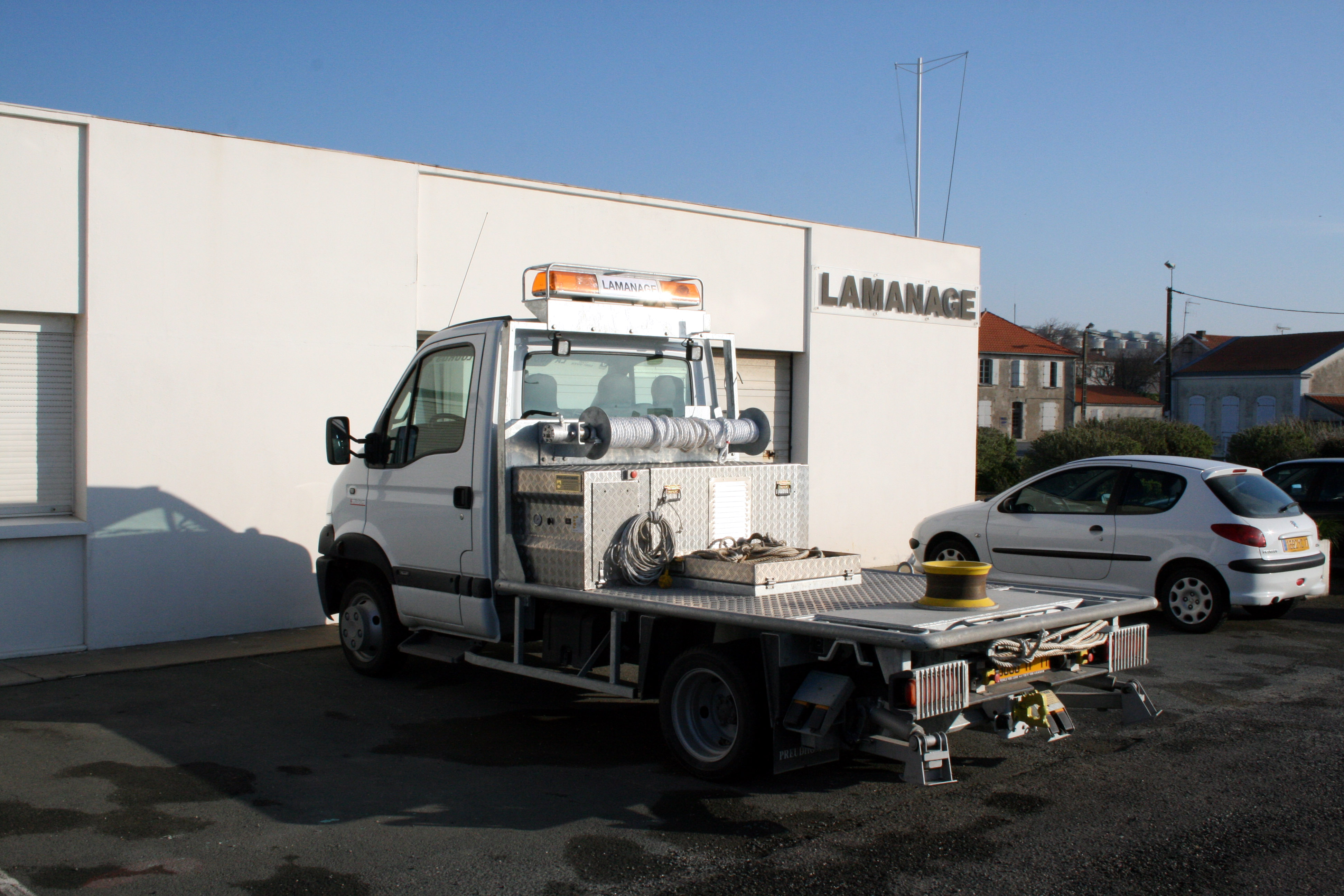
Camionnette de lamanage au port de La Rochelle

Particularité : lors du transit du canal de Panama deux équipes de lamaneurs embarquent à bord du navire et assistent l'équipage. En effet, lors du passage des écluses, les aussières ne sont pas capelées à terre mais ce sont des câbles qui viennent de locomotives de terre (mules) et sont capelées à bord.